# Supersonic and Demonic Relics
 Supersonic and Demonic Relics es un álbum recopilatorio de la banda de glam metal Mötley Crüe. El álbum es una colección de temas inéditos, así como materiales poco comunes, canciones que se encuentran en la edición limitada del EP Quaternary, canciones de Decade of Decadence, demos y canciones en vivo.
La compilación cuenta con las canciones "Primal Scream", "Angela" y "Anarchy in the UK", que fueron originalmente grabadas especialmente para su primer álbum recopilatorio Decade of Decadence en 1991. La versión de la canción "Teaser", también lanzado por primera vez en "Decade of Decadence" fue lanzado como sencillo de este álbum y se trazó en el número 35 en el Mainstream Rock charts.

## Lista de canciones
| N.º | Título                                                    | Escritor(es)                                        | Duración |  |
| 1.  | «Teaser»                                                  | Tommy Bolin, Jeff Cook                              | 5:17     |  |
| 2.  | «Primal Scream»                                           | Tommy Lee, Nikki Sixx, Mick Mars, Vince Neil        | 4:45     |  |
| 3.  | «Sinners & Saints» (Inédita)                              | Mars, Sixx                                          | 2:26     |  |
| 4.  | «Monsterous» (Inédita)                                    | Sixx                                                | 1:03     |  |
| 5.  | «Say Yeah» (Inédita)                                      | Sixx                                                | 5:05     |  |
| 6.  | «Planet Boom»                                             | Lee                                                 | 3:48     |  |
| 7.  | «Bittersuite»                                             | Mars                                                | 3:17     |  |
| 8.  | «Father»                                                  | Sixx                                                | 3:59     |  |
| 9.  | «Anarchy in the U.K.»                                     | Paul Cook, Steve Jones, Glen Matlock, Johnny Rotten | 3:20     |  |
| 10. | «So Good, So Bad» (Inédita)                               | Mars, Sixx                                          | 3:56     |  |
| 11. | «Hooligan's Holiday» (Versión Extendida por Skinny Puppy) | John Corabi, Lee, Mars, Sixx                        | 11:07    |  |
| 12. | «Rock 'N' Roll Junkie»                                    | Sixx, Mars, Lee                                     | 4:01     |  |
| 13. | «Angela»                                                  | Lee, Mars, Neil, Sixx                               | 3:54     |  |
| 14. | «Mood Ring» (Inédita)                                     | Mars, Sixx, Lee, Neil                               | 2:22     |  |
| 15. | «Dr. Feelgood» (Live)                                     | Mars, Sixx                                          | 4:50     |  |
| 16. | «Knock 'Em Dead, Kid» (Demo)                              | Sixx, Neil                                          |          |  |
| 17. | «Anarchy in the U.K.» (Video musical)                     | P. Cook, Jones, Matlock, Rotten                     | 3:20     |  |